# جيمي سوندمان
جيمي سوندمان (بالفنلندية: Jimmy Sundman)‏ هو لاعب كرة قدم فنلندي في مركز الهجوم، ولد في 7 مارس 1989. شارك مع منتخب جزر أولاند لكرة القدم. أما مع النوادي، فقد لعب مع نادي ماريهامن.